# Amateurliga Niedersachsen
Die Amateurliga Niedersachsen war – unter dieser und/oder anderen Bezeichnungen – von 1949 bis 1964 die zweithöchste Spielklasse im niedersächsischen Fußball. Die vom Niedersächsischen Fußballverband organisierte Spielklasse war bis 1963 auf der dritt- und in der letzten Spielzeit auf der vierthöchsten Ebene im deutschen Ligensystem angesiedelt.

## Geschichte
Die Amateurliga Niedersachsen wurde im Jahre 1949 als Unterbau für die zweigleisige Amateuroberliga Niedersachsen eingeführt. Teilweise wurde die Amateurliga auch als Verbandsliga bezeichnet. Zunächst bestand die Amateurliga aus fünf Staffeln. In den Jahren 1950, 1953 und 1956 kamen jeweils eine weitere Staffel hinzu. Die Meister der Amateurligastaffeln ermittelten in einer Aufstiegsrunde die Aufsteiger zur Amateuroberliga. Nachdem es acht Amateurligen gab ermittelten die Meister der Staffeln 1, 2, 6 und 8 die Aufsteiger zur Amateuroberliga West und die Meister der Staffeln 3, 4, 5 und 7 die Aufsteiger zur Amateuroberliga Ost.
Unterhalb der Amateurligen gab es jeweils zwei bis vier Bezirksklassen. Der Aufstieg zur Amateurliga erfolgte entweder durch Direktaufstieg oder durch Aufstiegsrunden. Mit der Ligenreform 1964 wurden die Amateurligen abgeschafft und durch acht Bezirksligen ersetzt.

## Die Meister
Fett markierte Vereine schafften den Aufstieg in die nächsthöhere Liga.
| Jahr | Staffel 1 (Oldenburg/Ostfriesland) | Staffel 2 (Oldenburg/Hunte) | Staffel 3 (Hannover)    | Staffel 4 (Braunschweig) |
| ---- | ---------------------------------- | --------------------------- | ----------------------- | ------------------------ |
| 1950 | TuS Varel                          | BV Quakenbrück              | Werder Hannover         | SC Peine 48              |
| 1951 | Germania Leer                      | Falke Steinfeld             | ATSV Nienburg           | SV Vienenburg            |
| 1952 | SC Nordenham                       | Sparta Nordhorn             | SV Limmer 10            | FT Braunschweig          |
| 1953 | Germania Leer                      | Sportfreunde Oesede         | VfL Bückeburg           | SV Union Salzgitter      |
| 1954 | SC Nordenham                       | BV Cloppenburg              | TSV Havelse             | Eintr. Braunschweig Am.  |
| 1955 | SC Nordenham                       | TuS Lingen                  | FC Stadthagen           | SV Union Salzgitter      |
| 1956 | Germania Leer                      | Frisia Goldenstedt          | Hannoverscher SC        | Rot-Weiß Steterburg      |
| 1957 | Germania Wilhelmshaven             | Frisia Goldenstedt          | Sportfreunde Ricklingen | Rot-Weiß Steterburg      |
| 1958 | Frisia Wilhelmshaven               | SSV Delmenhorst             | Sportfreunde Ricklingen | Sportfreunde Lebenstedt  |
| 1959 | TuS Einswarden                     | TSV Twistringen             | Hannover 96 Am.         | Teutonia Groß Lafferde   |
| 1960 | Stern Emden                        | SFN Vechta                  | Sportfreunde Springe    | Teutonia Groß Lafferde   |
| 1961 | TuS Varel                          | TuS Heidkrug                | Borussia Hannover       | FC Schöningen 08         |
| 1962 | VfL Oldenburg                      | Rot-Weiß Damme              | SV Obernkirchen         | Goslarer SC 08           |
| 1963 | Wilhelmshaven 05                   | BV Cloppenburg              | Arminia Hannover Am.    | Sportfreunde Lebenstedt  |
| 1964 | Frisia Wilhelmshaven               | Blau-Weiß Lohne             | Niedersachsen Döhren    | FC Schöningen 08         |

| Jahr | Staffel 5 (Hildesheim) | Staffel 6 (Stade)      | Staffel 7 (Heide)  | Staffel 8 (Osnabrück) |
| ---- | ---------------------- | ---------------------- | ------------------ | --------------------- |
| 1950 | VfL Seesen             | –                      | –                  | –                     |
| 1951 | Einbecker SV 05        | TSV Verden             | –                  | –                     |
| 1952 | Borussia Hildesheim    | TSV Gnarrenburg        | –                  | –                     |
| 1953 | FC Grone               | TSV Verden             | –                  | –                     |
| 1954 | TSV Giesen             | SpVgg Rotenburg        | VfB Fallersleben   | –                     |
| 1955 | SV Alfeld              | Germania Walsrode      | 1. FC Wolfsburg    | –                     |
| 1956 | SV Alfeld              | TSV Verden             | SC Uelzen 09       | –                     |
| 1957 | SVG Göttingen 07       | TSV Verden             | VfL Wolfsburg Am.  | VfL Osnabrück Am.     |
| 1958 | VfR Osterode 08        | ESV Eintracht Cuxhaven | Lüneburger SK      | TuRa Melle            |
| 1959 | SG Adenstedt           | ESV Eintracht Cuxhaven | SC Uelzen 09       | TuS Haste 01          |
| 1960 | VfV Hildesheim Am.     | Bremervörder SC        | 1. FC Wolfsburg    | Sparta Nordhorn       |
| 1961 | Eintracht Salzdetfurth | TSV Ottersberg         | SC Uelzen 09       | SV Meppen             |
| 1962 | TSG Hannoversch Münden | Cuxhavener SV          | Eintracht Lüneburg | TV Bohmte             |
| 1963 | Tuspo Holzminden       | Cuxhavener SV          | SC Uelzen 09       | Germania Papenburg    |
| 1964 | Tuspo Holzminden       | Bremervörder SC        | SC Uelzen          | TuRa Melle            |